# マクラーレン (育児用品)
マクラーレン（MACLAREN）は、イギリスに本社を置く保育用品メーカー。特にストローラー（乳母車、ベビーカー）を得意とする。

## 概要
1965年に創業者のオーエン・マクラーレンが、「ベビー・バギー」の名称で知られる世界初の傘式ストローラー（折りたたみ式ベビーカー）を発明し特許を取得。その後1967年に折りたたみ式ベビーカーを製品化し営業を開始。現在世界50か国以上で販売されており、特に欧米で高い人気を得ている。
オーエン・マクラーレンとF1コンストラクターのマクラーレン(McLaren)の創業者ブルース・マクラーレンとの関連は名字以外には無い。
日本でも2000年から野村貿易が取り扱いを開始。現在は同社が総輸入元となり、野村貿易の100%子会社・野村プレミアムブランズが総代理店を務めている。
2011年、英国マクラーレン社が製造し、輸入されたベビーカーのヒンジ部分で子どもが指を挟む事故が発生。2015年、日本市場から撤退。